# Памятник революционерам (Ржев)
Па́мятник революционе́рам ( народное название «Три головы» ) — скульптурная композиция являющаяся основной доминантой площади Революции в городе Ржеве Тверской области.
Посвящена делегатам II Всероссийского съезда Советов от города Ржева: К. Г. Жигунову, И. Х. Бодякшину и Ш. С. Иоффе.

## Описание

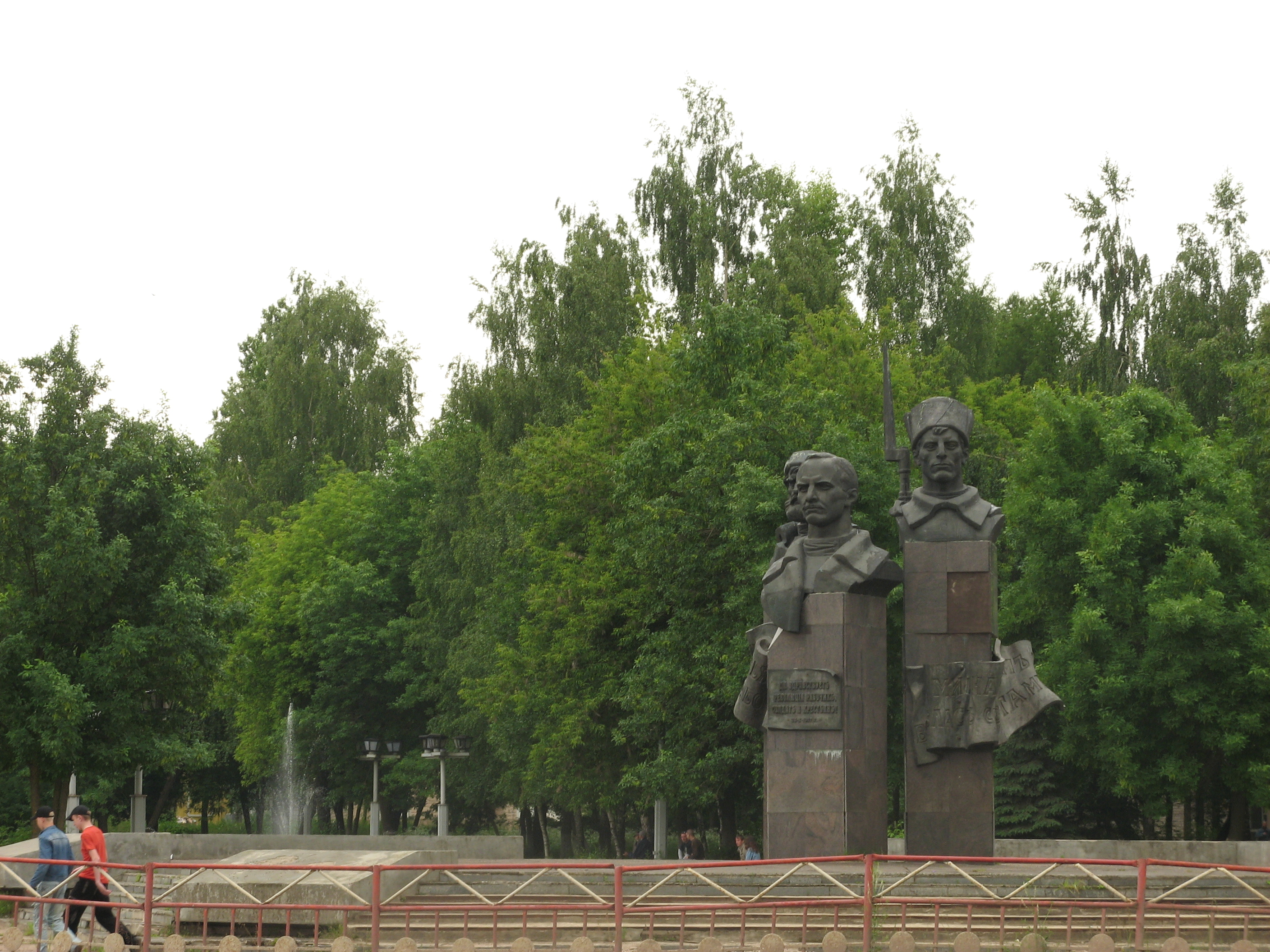
Памятник на фоне сквера

Аннотационная доска с тыльной стороны памятника

Вид памятника на фоне «калининских домов»

Памятник революционерам расположен в левобережной части города Ржева на площади Революции.
Удачно вписавшись в исторически сложившийся ансамбль площади памятник ориентирует её на развилку трёх дорог: Ленинградское шоссе (направленное на Осташков), улицу Никиты Головни (на Тверь) и улицу Ленина (на Москву).
Скульптурная композиция представляет собой три размещённых рядом (два сзади, один впереди) постамента с бюстами делегатов II Всероссийского съезда Советов от города Ржева: Кондратия Григорьевича Жигунова (впереди), Ивана Харитоновича Бодякшина и Шевелева Соломоновича Иоффе (на самом деле среди ржевских делегатов был ещё Михаил Орлов, однако о нём памятник умалчивает).
Постаменты установлены на обширную квадратную платформу, по бокам которой имеются лестничные спуски, по углам расставлены клумбы украшенные изображением «серпа и молота».
На задних постаментах закреплены развивающиеся бронзовые ленты, на переднем — табличка с надписью «Да здравствуетъ революция рабочихъ, солдатъ и крестьянъ».
Позади памятника размещена аннотационная доска, в тексте которой краеведы выявили две грамматические ошибки: во-первых — фамилия Кондрата Жигунова написана там через «е», во-вторых — инициалы Иоффе прописаны как «С.С.», хотя в действительности его звали «Шевелев Соломонович» (соответственно «Ш.С.»).
| Текст аннотационной доски гласит: МОНУМЕНТ РЖЕВИТЯНАМ И.Х.Бодякшину, К.Г.Жегунову, С.С.Иоффе делегатам II Всероссийского съезда Советов открыт в Ржеве на площади Революции в канун 70-летия Великого Октября Сооружен методом народной стройки При активном участии коллективов ПО "Электромеханика" краностроительного з-да им. Калинина комбината строительных конструкций ремонтно-механического завода з-да АТЭ-3 и других предприятий Ржева Ноябрь 1987 год. |

## История создания

Монтаж памятника на площади Революции. 1987 год

Памятник делегатам II Всероссийского съезда Советов был сооружён к 70-летию Октябрьской революции — 7 ноября 1987 года, методом народной стройки при активном участии коллективов ржевских предприятий.
Автором памятника является тверской скульптор, Народный художник Российской Федерации — Е. А. Антонов.
Инициатором сооружения памятника, в 1986 году, выступил горком КПСС, курировала строительство секретарь по идеологии — Г. А. Мешкова.